# Sext Cecili
Sext Cecili (en llatí Sextus Caecilius) va ser un jurista romà mencionat algunes vegades al Corpus Iuris Civilis i suposadament diferent de Sext Cecili Africà i de Juli Africà al que normalment se l'anomena només Africà. Els tres personatges de vegades es confonen.
La distinció entre Sext Cecili i Sext Cecili Africà deriva d'una lectura d'un passatge de Lampridi que malauradament no és concloent. Segurament seria una mica anterior a Sext Cecili Africà (que d'altra banda sempre és esmentat només com Africà i sense el seu nom ni gentilici, cosa que fa que se'l pugui confondre amb Juli Africà). És esmentat també per Javolè. Només amb el nom de Caecilius és mencionat a la Digesta a: 15. tit. 2. s. 1. § 7; 21. tit. 1. s. 14. § 3; com Caelius a 21. tit. 1. s. 14. § 10; 24. tit. 1. s. 64; 35. tit. 2. s. 36. § 4; 48. tit. 5. s. 2. § 5; Cod. 7. tit. 7. s. 1; i com Sex. Caecilius al 24. tit. 1. s. 2; 33. tit. 9. s. 3. § 9; 35. tit. 1. s. 71, pr.; 40. tit. 9. s. 12. § 2; 40. tit. 9. 12. § 6; 48. tit. 5. s. 13. § 1.
Aule Gel·li parla de Sext Cecili dialogant amb Favorí, i, tal com ho diu, era mort quan escrivia el text, a època d'Antoní Pius (abans de l'any 161). Diu Gel·li:
| « | "Sextus Caecilius, en disciplina juris atque legibus populi Romani noscendis interpretandisque scientia, usu, auctoritateque illustri fuit" | » |

(Sext Cecili va ser famós pel seu coneixement, experiència i autoritat en la ciència del dret i en els coneixements i interpretació de les lleis del poble romà)
Però no és clar si Sext Cecili i Sext Cecili Africà eren dues persones diferents.